# Jack in the Box (canção)
"Jack in the Box" ("Jack na caixa"), com letra de David Myerse música de John Worsley, foi a canção escolhida para representar o Reino Unido no Festival Eurovisão da Canção 1971, interpretada em inglês pela cantora norte-irlandesa Clodagh Rodgers.
Em 20 de fevereiro de 1971, Clodagh interpretou seis canções na final britânica A Song for Europe, trasmitida no programa de televisão It's Cliff Richard!. Rodgers foi escolhida pela BBC para ser a representante britânica daquele ano, com o intento de aclamar as tensões entre a Grã-Bretanha e a Irlanda do Norte. Devido a uma greve de correios, os júris regionais votaram e escolheram "Jack in the Box", a terceira canção interpretada por Rodgers. Rodgers mais tarde referiu que recebeu ameaças do IRA por representar o Reino Unido na Eurovisão.
Foi a nona canção a ser interpretada na noite do festival, a seguir à canção luxemburguesa "Pomme, Pomme, Pomme", interpretada por Monique Melsen e antes da canção belga "Goeiemorgen, Morgen", interpretada por Lily Castel e Jacques Raymond. Terminou em quarto lugar, tendo recebido 98 pontos. Depois da Eurovisão, o single desta canção, alcançou o quarto lugar do top britânico de singles. Esta canção foi o seu maior êxito comercial.

## Autores
- Letra: David Myers
- Música: John Worsley
- Orquestração: Johnny Arthey

## Letra
A canção exprime os seus fortes sentimentos de amor por um homem que a trata como um brinquedo, comparando a sua relação a um Jack-in-the-box (brinquedo). No final da canção, ela diz àquele homem que um dia irá ter dinheiro suficiente para o deixar espera que ele diga que a ama, tal como ela o ama.